# Wenzhou World Trade Center

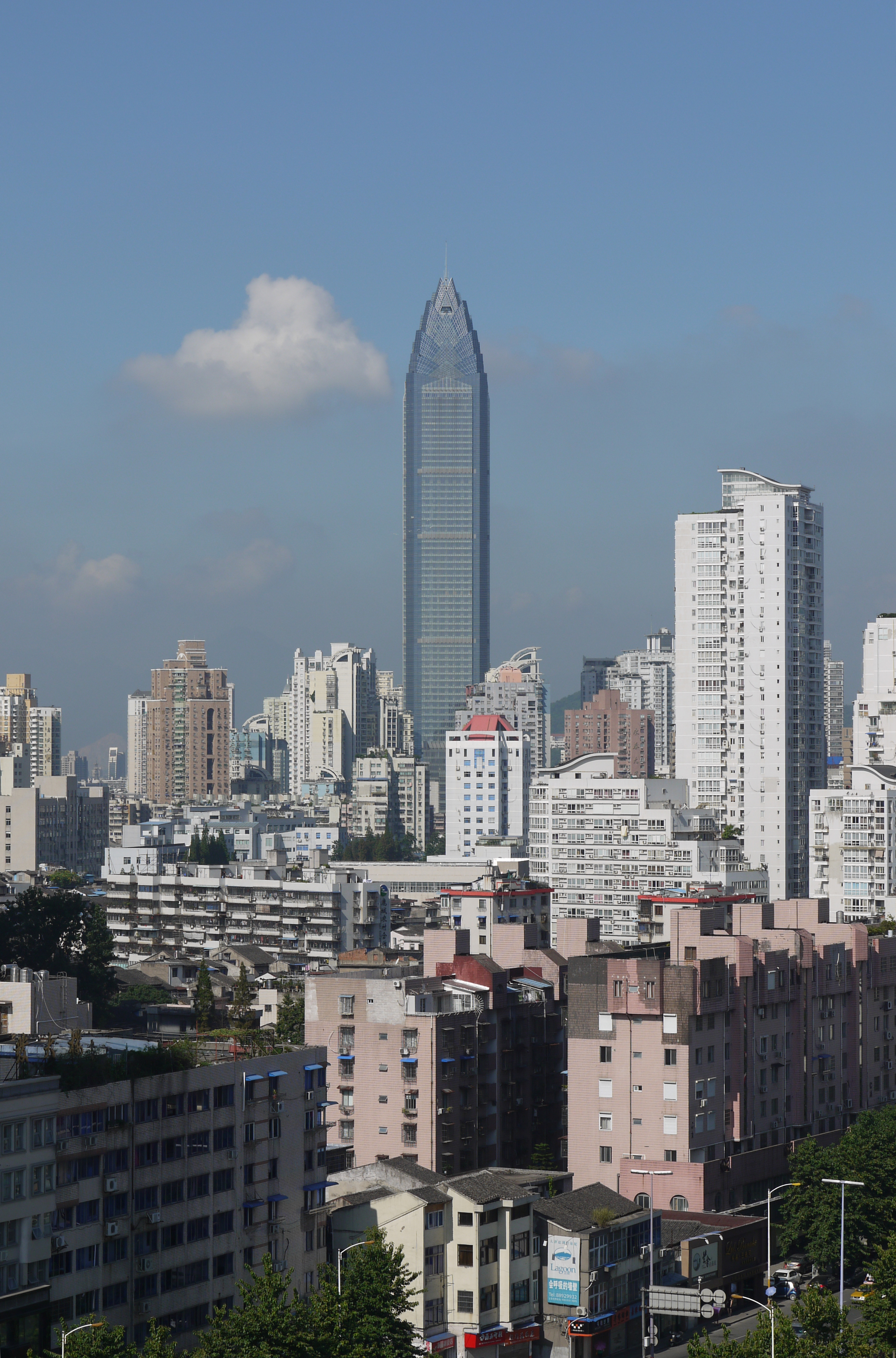
Wenzhou World Trade Center em Wenzhou, China

O Wenzhou World Trade Center é um arranha-céus de 321 m e 68 andares em Wenzhou, China, cuja construção começou em 2003. A conclusão do Wenzhou World Trade Center está prevista para 2009.
Wenzhou World Trade Center planejado para ser um edifício de escritórios e hotel foi desenhado por R.K.L.
Originalmente era planejado que o Wenzhou World Trade Center atingisse apenas 260 m de altura.